# Panola Mountain
La Panola Mountain è un monadnock granitico, cioè un'altura rocciosa isolata, che si trova vicino alla città di Stockbridge, nello Stato americano della Georgia, al confine tra la Contea di Henry e la Contea di Rockdale.

## Caratteristiche
L'altura rocciosa, che si estende su una superficie di 40 ettari, si innalza fino a circa 290 m sul livello del mare e si eleva di 79 m rispetto al vicino fiume South River. Questo fiume fa anche da confine tra le due contee contigue di Henry e Rockdale e la Contea di DeKalb.
Date le sue delicate caratteristiche ecologiche, dal 1980 la Panola Mountain è considerata un National Natural Landmark.

## Clima
Il clima dell'area attorno alla Panola Mountain è di tipo umido e subtropicale. La temperatura media è di 16 °C. Il mese più caldo è agosto con 24 °C, mentre il più freddo è gennaio con 6 °C.
La quantità media di precipitazioni è di 1.505 millimetri all'anno. Il mese più umido è dicembre con 184 millimetri di pioggia, mentre il mese più secco è novembre con 75 mm.